# László-Ödön Fejér
László-Ödön Fejér (n. 11 noiembrie 1961, Târgu Secuiesc, Covasna, România) este inginer, senator român, ales în 2016, după ce în legislatura anterioară fusese deputat. Este membru al partidului Uniunea Democrată Maghiară din România din anul 2000.

## Biografie
László-Ödön Fejér s-a născut la 11 noiembrie 1961 în municipiul Târgu Secuiesc, județul Covasna.
A învățat la Liceul teoretic „Nagy Mózes”, cea mai veche instituție de învățământ din județul Covasna, care a fost fondată în 1680. După absolvirea liceului în anul 1980, a studiat la Universitatea din Brașov, Facultatea Tehnologia Construcțiilor de Mașini, pe care a absolvit-o în 1986 cu diploma de inginer.
Este căsătorit și are doi copii.
László-Ödön Fejér a început activitatea la Fabrica de șuruburi din Târgu Secuiesc imediat după absolvirea facultății, lucrând în acest loc ca inginer proiectant până în 1991. Din anul 1991 este antreprenor privat, fiind coproprietar și director general la mai multe firme.

## Activitate politică
László-Ödön Fejér a intrat în politică în anul 2000 ca membru al partidului Uniunea Democrată Maghiară din România, întreprinzând lucrări publice în calitate de consilier județean, ca membru și reprezentant al diferitelor comisii. Din anul 2011 este membru în Consiliul Economic al U.D.M.R.
Din anul 2016 este senator ales în Circumscripția electorală nr.15 Covasna din partea Uniunii Democrate Maghiare din România.
László-Ödön Fejér este vicelider al Grupului parlamentar al Uniunii Democrate Maghiare din România la Senatul României în legislatura 2016-2020 și legislatura 2020-2024.
Este membru al Comisiei permanente pentru transporturi și infrastructură din 2016, a fost Secretar al Comisiei permanente pentru regulament din 2017 până în 2020 și este Vicepreședinte al Comisiei pentru muncă, familie și protecție socială din data de 22.12.2020. Este Membru Supleant din data de 17.02.2021 în Delegația Parlamentului României la Adunarea Parlamentară NATO (APNATO)
A făcut parte până la 20.12.2020 din mai multe grupuri de prietenie cu Parlamentele altor state, fiind din 2017 Președinte al  Grupului parlamentar de prietenie cu Africa de Sud și Vicepreședinte al Grupului parlamentar de prietenie cu Georgia, iar din 2017, respectiv 2019 membru al  Grupului parlamentar de prietenie cu Republica Bolivariană Venezuela și al Grupul parlamentar de prietenie cu Republica Tadjikistan.